# Landesältester
Landesälteste waren in der Frühen Neuzeit Beauftragte der Landstände, die von Land zu Land unterschiedliche Kompetenzen hatten. Die Amtsbezeichnung war vornehmlich in den verschiedenen Territorien Norddeutschlands gebräuchlich. So gab es Landesälteste zum Beispiel in der Mark Brandenburg und in den beiden Lausitzen, aber auch in Schlesien. In den preußischen Provinzen existierte das Amt bis zur Abschaffung der Monarchie im Jahr 1918.
In der Oberlausitz sind Landesälteste schon im 15. Jahrhundert nachgewiesen. In dem damals noch böhmischen Markgraftum vertraten sie als gewählte Beauftragte die Interessen der Ritterschaft. Gemeinsam mit den Angehörigen des Herrenstandes und den Vertretern der geistlichen Stifter bildeten sie den Ausschuss des Landtages, der zwischen den Zusammenkünften des Ständeparlaments gemeinsam mit dem königlichen Landvogt und den Amtshauptleuten die eigentliche Regierung des Markgraftums bildete. In den beiden Landeshälften Budissin und Görlitz wurden von der Ritterschaft jeweils zwei Landesälteste für ein Jahr gewählt. Eine häufige Wiederwahl war möglich und üblich. Die Oberlausitzer Landesältesten waren unter anderem für die Einhebung der auf den Ritterstand entfallenden Steuerquote zuständig. In diesem Zusammenhang mussten sie auch die fiskalische Selbsteinschätzung ihrer Standesgenossen registrieren und bestätigen. In Abwesenheit der Amtshauptleute leiteten sie auch regionale Ständeversammlungen. Das Amt des Landesältesten stand im 16. und 17. Jahrhundert nicht selten am Beginn der Karriere eines Oberlausitzer Adeligen. Wenn einer dieses Amt zur Zufriedenheit der Stände und des Landesfürsten versehen hatte, wurde er nicht selten Amts- oder Landeshauptmann, mancher bekam auch einen Posten am Hof in Prag bzw. später in Dresden.
Nach dem Breslauer Frieden von 1742 wurden für Österreichisch Schlesien drei Landesältestenämter geschaffen; in Weidenau für das Fürstentum Neisse österreichischen Anteils, in Teschen für die Fürstentümer Teschen und Bielitz sowie in Troppau für die Fürstentümer Troppau und Jägerndorf.
In den preußischen Provinzen waren die Aufgaben der Landesältesten weniger umfangreich. Aber auch dort waren sie in den älteren Zeiten vor allem mit der Führung des autonomen ständischen Steuer- und Finanzwesens betraut. Als die preußischen Könige im 18. Jahrhundert die Steuerverwaltung zu einer weithin staatlichen Aufgabe gemacht hatten, blieb den Landesältesten die Verwaltung des gemeinsamen Vermögens der Kommunalstände und der amtliche Verkehr mit der Staatsregierung bei der Vertretung ständischer Interessen.
Die Landesältesten wurden in den Kreisen der preußischen Provinzen von den jeweils dort angesessenen Ständen gewählt. Seit der Wende vom 18. zum 19. Jahrhundert war danach noch die Bestätigung der Regierung notwendig. Sofern solche existierten, führten die Landesältesten den Vorsitz auf den jeweiligen Provinziallandtagen und nicht selten vertraten sie die Adligen ihres Kreises auf dem Landtag der Provinz.
In Preußen führten diesen Titel auch Mitglieder der Kreistage, die von der Landschaft mit der Abschätzung der Güter in Bezug auf deren Beleihung mit Pfandbriefen beauftragt waren.